# Каолінова
Каолі́нова — пасажирський залізничний зупинний пункт Козятинської дирекції Південно-Західної залізниці.
Розташований у смт Глухівці Козятинського району Вінницької області на двоколійній електрифікованій змінним струмом лінії Козятин I — Бердичів між станціями Бердичів (15 км) та Козятин II (5 км).
На Каоліновій зупиняється один електропоїзд підвищеного комфорту та усі приміські електропоїзди, окрім дизель-поїзда Козятин I — Коростень, який проходить повз цю платформу без зупинки.